# Donald Maclean (spion)
Donald Duart Maclean, född 25 maj 1913 i London, död 6 mars 1983 i Moskva, var en brittisk spion som var dubbelagent för Sovjetunionen.
Han tillhörde den brittiska spionkvartetten känd som "the Cambridge Four": Donald Maclean, Guy Burgess, Kim Philby och Anthony Blunt.
Maclean studerade vid Gresham's School i Norfolk 1926 till 1931 och vid Cambridges universitet, 1931 till 1934. 
Han var anställd vid Storbritanniens ambassad i Washington, D.C., USA, åren 1944 till 1948. Han lämnade ut information till KGB, bland annat om tillverkningen av atombomben. 1948 överflyttades han till Storbritanniens ambassad i Kairo, Egypten. Då det uppdagades att han var dubbelspion, flydde han 1951 tillsammans med Guy Burgess, till Moskva. Han lärde sig ryska och arbetade som specialist på västvärldens ekonomiska politik.
Maclean avled av en hjärtattack 1983.